# Dinastia d'Adasi

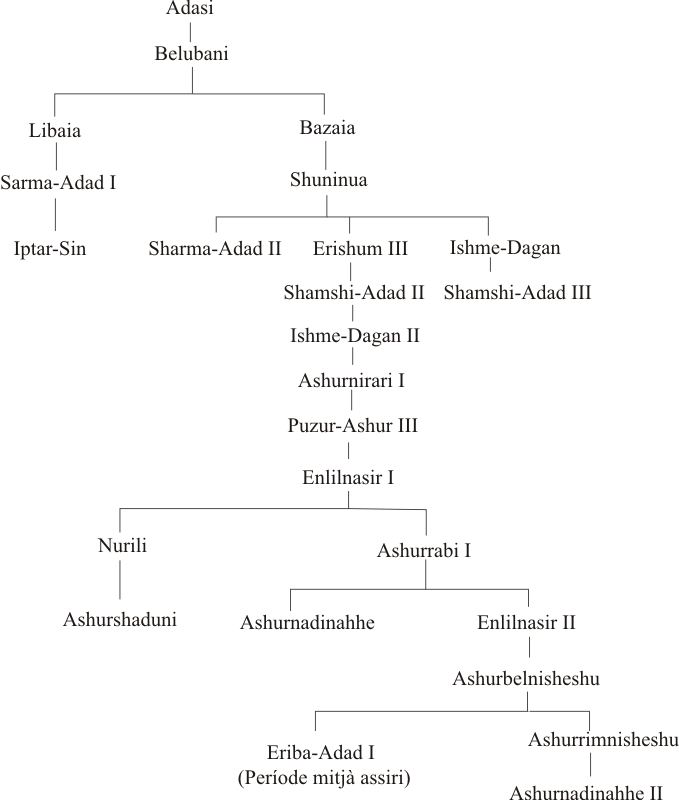
Genealogia de la dinastia al període antic assiri

La dinastia d'Adasi va ser la nissaga que va governar Assíria des de potser el 1700 aC fins al 722 aC. Va ser fundada per Adasi, un dels sets usurpadors que durant uns anys abans del 1700 aC es van disputar el poder. Adasi finalment va aconseguir restar al poder (encara que per un temps segurament breu) i transmetre la corona al seu fill Belubani, que és generalment considerat com el primer ancestre dels reis assiris.